# Saison 2024-2025 du Thunder d'Oklahoma City
La saison 2024-2025 du Thunder d'Oklahoma City est la 59e saison de la franchise en National Basketball Association (NBA) et la 17e saison dans la ville d'Oklahoma City.
Le 12 mars, le Thunder se qualifie pour les playoffs après leur victoire contre les Celtics de Boston (118-112).
Le 19 mars, ils sont assurés de terminer premier de la Division Nord-Ouest après leur victoire contre les 76ers de Philadelphie (133-100).
Le 9 avril, ils sont assurés de terminer avec le meilleur bilan de la NBA et sont assurés d'avoir l'avantage du terrain durant tous les playoffs.
Le 28 mai, ils deviennent champions de la Conférence Ouest et se qualifient pour les Finales NBA en s'imposant 4 victoires à 1 face aux Timberwolves du Minnesota. Shai Gilgeous-Alexander est élu MVP des finales de la conférence Ouest. Lors des précédents tours, ils ont battu les Grizzlies de Memphis (4-0) au premier tour et les Nuggets de Denver (4-3) en demi-finales de conférence.
Le 22 juin, le Thunder devient champion NBA pour la 1re fois de leur histoire en s'imposant face aux Pacers de l'Indiana (4-3). Shai Gilgeous-Alexander est élu MVP des Finales.

## Draft
| Tour | Choix | Joueur       | Poste | Nationalité | Provenance                        |
| ---- | ----- | ------------ | ----- | ----------- | --------------------------------- |
| 1    | 12    | Nikola Topić | PG    | Serbie      | Étoile rouge de Belgrade (Serbie) |

## Matchs

### Summer League
| Summer League Total: 3-5 |

| Match | Date match | Équipe       | Score    | Meilleur marqueur  | Meilleur rebondeur   | Meilleur passeur   | Lieux Spectateurs  | Série |
| ----- | ---------- | ------------ | -------- | ------------------ | -------------------- | ------------------ | ------------------ | ----- |
| 1     | 8 juillet  | Philadelphie | D 92-102 | Adam Flagler (18)  | Dillon Jones (10)    | Dillon Jones (7)   | Delta Center 0     | 0 - 1 |
| 2     | 9 juillet  | Utah         | V 98-75  | Dillon Jones (21)  | Kylor Kelley (8)     | Ajay Mitchell (10) | Delta Center 8 583 | 1 - 1 |
| 3     | 10 juillet | Memphis      | V 80-77  | Ajay Mitchell (21) | Keyontae Johnson (7) | Ousmane Dieng (8)  | Delta Center 0     | 2 - 1 |

| Match | Date match | Équipe       | Score    | Meilleur marqueur         | Meilleur rebondeur   | Meilleur passeur         | Lieux Spectateurs      | Série |
| ----- | ---------- | ------------ | -------- | ------------------------- | -------------------- | ------------------------ | ---------------------- | ----- |
| 1     | 13 juillet | Toronto      | D 69-94  | Adam Flagler (23)         | Dillon Jones (7)     | Keyontae Johnson (4)     | Cox Pavilion 0         | 0 - 1 |
| 2     | 15 juillet | Miami        | D 73-102 | Ajay Mitchell (21)        | KJ Williams (9)      | Ajay Mitchell (5)        | Cox Pavilion 0         | 0 - 2 |
| 3     | 17 juillet | Phoenix      | D 99-100 | Buddy Boeheim (20)        | Keyontae Johnson (7) | Hunter Maldonado (10)    | Cox Pavilion 0         | 0 - 3 |
| 4     | 19 juillet | Golden State | D 83-90  | Hunter Maldonado (25)     | KJ Williams (7)      | Keyontae Johnson (6)     | Thomas & Mack Center 0 | 0 - 4 |
| 5     | 20 juillet | Dallas       | V 88-79  | Johnson, Shackelford (20) | Kylor Kelley (12)    | Johnson, Shackelford (6) | Thomas & Mack Center 0 | 1 - 4 |

### Pré-saison
| Pré-saison Total: 4-1 (Domicile : 2-1; Extérieur : 2-0) |

| Match | Date match | Équipe               | Score          | Meilleur marqueur                      | Meilleur rebondeur          | Meilleur passeur              | Lieux Spectateurs        | Série |
| ----- | ---------- | -------------------- | -------------- | -------------------------------------- | --------------------------- | ----------------------------- | ------------------------ | ----- |
| 1     | 7 octobre  | @ San Antonio        | V 112-107      | Ajay Mitchell (19)                     | Isaiah Hartenstein (8)      | Isaiah Hartenstein (7)        | Frost Bank Center 15 393 | 1 - 0 |
| 2     | 9 octobre  | Houston              | D 113-122 (OT) | Gilgeous-Alexander, Jal. Williams (15) | Shai Gilgeous-Alexander (6) | Isaiah Hartenstein (7)        | Paycom Center 0          | 1 - 1 |
| 3     | 10 octobre | New Zealand Breakers | V 117-89       | Adam Flagler (25)                      | Dillon Jones (13)           | Ousmane Dieng (8)             | BOK Center 0             | 2 - 1 |
| 4     | 15 octobre | @ Denver             | V 124-94       | Shai Gilgeous-Alexander (19)           | Chet Holmgren (7)           | Dieng, Gilgeous-Alexander (5) | Ball Arena 17 022        | 3 - 1 |
| 5     | 17 octobre | Atlanta              | V 104-99       | Isaiah Joe (16)                        | Dillon Jones (10)           | Dillon Jones (5)              | Paycom Center 0          | 4 - 1 |

### Saison régulière
| Saison régulière Total: 68-14 (Domicile : 36-6; Extérieur : 32-8) |

| Match | Date match | Équipe      | Score     | Meilleur marqueur            | Meilleur rebondeur           | Meilleur passeur            | Lieux Spectateurs    | Série |
| ----- | ---------- | ----------- | --------- | ---------------------------- | ---------------------------- | --------------------------- | -------------------- | ----- |
| 1     | 24 octobre | @ Denver    | V 102-87  | Shai Gilgeous-Alexander (28) | Chet Holmgren (14)           | Shai Gilgeous-Alexander (8) | Ball Arena 19 786    | 1 - 0 |
| 2     | 26 octobre | @ Chicago   | V 114-95  | Jalen Williams (24)          | Chet Holmgren (16)           | Jalen Williams (8)          | United Center 20 923 | 2 - 0 |
| 3     | 27 octobre | Atlanta     | V 128-104 | Shai Gilgeous-Alexander (35) | Shai Gilgeous-Alexander (11) | Shai Gilgeous-Alexander (9) | Paycom Center 18 203 | 3 - 0 |
| 4     | 30 octobre | San Antonio | V 105-93  | Luguentz Dort (20)           | Jalen Williams (7)           | Jalen Williams (8)          | Paycom Center 17 136 | 4 - 0 |

| Match                                  | Date match   | Équipe              | Score     | Meilleur marqueur                 | Meilleur rebondeur           | Meilleur passeur                | Lieux Spectateurs        | Série  |
| -------------------------------------- | ------------ | ------------------- | --------- | --------------------------------- | ---------------------------- | ------------------------------- | ------------------------ | ------ |
| 5                                      | 1er novembre | @ Portland          | V 137-114 | Shai Gilgeous-Alexander (30)      | Aaron Wiggins (8)            | Shai Gilgeous-Alexander (6)     | Moda Center 17 815       | 5 - 0  |
| 6                                      | 2 novembre   | @ L.A. Clippers     | V 105-92  | Shai Gilgeous-Alexander (25)      | Chet Holmgren (14)           | Shai Gilgeous-Alexander (9)     | Intuit Dome 16 827       | 6 - 0  |
| 7                                      | 4 novembre   | Orlando             | V 102-86  | Jalen Williams (23)               | Chet Holmgren (9)            | Shai Gilgeous-Alexander (9)     | Paycom Center 17 044     | 7 - 0  |
| 8                                      | 6 novembre   | @ Denver            | D 122-124 | Jalen Williams (29)               | Holmgren, Jal. Williams (10) | Jalen Williams (9)              | Ball Arena 19 522        | 7 - 1  |
| 9                                      | 8 novembre   | Houston             | V 126-107 | Gilgeous-Alexander, Holmgren (29) | Isaiah Joe (6)               | Ajay Mitchell (7)               | Paycom Center 18 203     | 8 - 1  |
| 10                                     | 10 novembre  | Golden State        | D 116-127 | Shai Gilgeous-Alexander (24)      | Dort, Jones (6)              | Trois joueurs (4)               | Paycom Center 18 203     | 8 - 2  |
| 11                                     | 11 novembre  | L.A. Clippers       | V 134-128 | Shai Gilgeous-Alexander (45)      | Jalen Williams (8)           | Shai Gilgeous-Alexander (9)     | Paycom Center 17 430     | 9 - 2  |
| 12                                     | 13 novembre  | La Nouvelle-Orléans | V 106-88  | Jalen Williams (31)               | Jalen Williams (6)           | Jalen Williams (7)              | Paycom Center 17 180     | 10 - 2 |
| 13                                     | 15 novembre  | Phoenix*            | V 99-83   | Shai Gilgeous-Alexander (28)      | Luguentz Dort (9)            | Shai Gilgeous-Alexander (4)     | Paycom Center 18 203     | 11 - 2 |
| 14                                     | 17 novembre  | Dallas              | D 119-121 | Shai Gilgeous-Alexander (36)      | Trois joueurs (5)            | Shai Gilgeous-Alexander (8)     | Paycom Center 18 203     | 11 - 3 |
| 15                                     | 19 novembre  | @ San Antonio*      | D 104-110 | Shai Gilgeous-Alexander (32)      | Luguentz Dort (12)           | Gilgeous-Alexander, Wallace (7) | Frost Bank Center 16 667 | 11 - 4 |
| 16                                     | 20 novembre  | Portland            | V 109-99  | Jalen Williams (30)               | Isaiah Hartenstein (14)      | Jalen Williams (8)              | Paycom Center 17 752     | 12 - 4 |
| 17                                     | 25 novembre  | @ Sacramento        | V 130-109 | Shai Gilgeous-Alexander (37)      | Dort, Hartenstein (10)       | Shai Gilgeous-Alexander (11)    | Golden 1 Center 17 832   | 13 - 4 |
| 18                                     | 27 novembre  | @ Golden State      | V 105-101 | Shai Gilgeous-Alexander (35)      | Isaiah Hartenstein (14)      | Jalen Williams (7)              | Chase Center 18 064      | 14 - 4 |
| 19                                     | 29 novembre  | @ L.A. Lakers*      | V 101-93  | Shai Gilgeous-Alexander (36)      | Isaiah Hartenstein (18)      | Shai Gilgeous-Alexander (9)     | Crypto.com Arena 18 997  | 15 - 4 |
| *Matchs comptant pour la NBA Cup 2024. |              |                     |           |                                   |                              |                                 |                          |        |

| Match                                  | Date match   | Équipe                | Score     | Meilleur marqueur            | Meilleur rebondeur          | Meilleur passeur             | Lieux Spectateurs            | Série  |
| -------------------------------------- | ------------ | --------------------- | --------- | ---------------------------- | --------------------------- | ---------------------------- | ---------------------------- | ------ |
| 20                                     | 1er décembre | @ Houston             | D 116-119 | Shai Gilgeous-Alexander (32) | Isaiah Hartenstein (13)     | Jalen Williams (7)           | Toyota Center 17 711         | 15 - 5 |
| 21                                     | 3 décembre   | Utah*                 | V 133-106 | Jalen Williams (28)          | Shai Gilgeous-Alexander (6) | Shai Gilgeous-Alexander (7)  | Paycom Center 18 055         | 16 - 5 |
| 22                                     | 5 décembre   | @ Toronto             | V 129-92  | Shai Gilgeous-Alexander (30) | Isaiah Hartenstein (16)     | Isaiah Hartenstein (6)       | Scotiabank Arena 18 356      | 17 - 5 |
| 23                                     | 7 décembre   | @ La Nouvelle-Orléans | V 119-109 | Shai Gilgeous-Alexander (31) | Isaiah Hartenstein (12)     | Hartenstein, J. Williams (5) | Smoothie King Center 15 718  | 18 - 5 |
| 24                                     | 10 décembre  | Dallas*               | V 118-104 | Shai Gilgeous-Alexander (39) | Isaiah Hartenstein (13)     | Isaiah Hartenstein (5)       | Paycom Center 17 724         | 19 - 5 |
| 25                                     | 14 décembre  | Houston*              | V 111-96  | Shai Gilgeous-Alexander (32) | Luguentz Dort (9)           | Shai Gilgeous-Alexander (6)  | T-Mobile Arena 17 937        | 20 - 5 |
| -                                      | 17 décembre  | Milwaukee*            | D 81-97   | Shai Gilgeous-Alexander (21) | Isaiah Hartenstein (12)     | Jalen Williams (3)           | T-Mobile Arena 18 519        | -      |
| 26                                     | 19 décembre  | @ Orlando             | V 105-99  | Shai Gilgeous-Alexander (35) | Isaiah Hartenstein (12)     | Jalen Williams (7)           | Kia Center 18 896            | 21 - 5 |
| 27                                     | 20 décembre  | @ Miami               | V 104-97  | Jalen Williams (33)          | Isaiah Hartenstein (18)     | Alex Caruso (5)              | Kaseya Center 19 801         | 22 - 5 |
| 28                                     | 23 décembre  | Washington            | V 123-105 | Shai Gilgeous-Alexander (41) | Ajay Mitchell (12)          | Trois joueurs (4)            | Paycom Center 18 203         | 23 - 5 |
| 29                                     | 26 décembre  | @ Indiana             | V 120-114 | Shai Gilgeous-Alexander (45) | Isaiah Hartenstein (13)     | Shai Gilgeous-Alexander (8)  | Gainbridge Fieldhouse 17 274 | 24 - 5 |
| 30                                     | 28 décembre  | @ Charlotte           | V 106-94  | Shai Gilgeous-Alexander (22) | Isaiah Hartenstein (15)     | Trois joueurs (6)            | Spectrum Center 19 325       | 25 - 5 |
| 31                                     | 29 décembre  | Memphis               | V 130-106 | Shai Gilgeous-Alexander (35) | Jalen Williams (10)         | Jalen Williams (8)           | Paycom Center 18 203         | 26 - 5 |
| 32                                     | 31 décembre  | Minnesota             | V 113-105 | Shai Gilgeous-Alexander (40) | Isaiah Hartenstein (10)     | Wallace, J. Williams (7)     | Paycom Center 18 203         | 27 - 5 |
| *Matchs comptant pour la NBA Cup 2024. |              |                       |           |                              |                             |                              |                              |        |

| Match | Date match | Équipe         | Score     | Meilleur marqueur            | Meilleur rebondeur           | Meilleur passeur                    | Lieux Spectateurs                 | Série  |
| ----- | ---------- | -------------- | --------- | ---------------------------- | ---------------------------- | ----------------------------------- | --------------------------------- | ------ |
| 33    | 2 janvier  | L.A. Clippers  | V 116-98  | Shai Gilgeous-Alexander (29) | Isaiah Hartenstein (9)       | Shai Gilgeous-Alexander (8)         | Paycom Center 18 203              | 28 - 5 |
| 34    | 3 janvier  | New York       | V 117-107 | Shai Gilgeous-Alexander (33) | Isaiah Hartenstein (14)      | Gilgeous-Alexander, Hartenstein (7) | Paycom Center Not Yet Counted     | 29 - 5 |
| 35    | 5 janvier  | Boston         | V 105-92  | Shai Gilgeous-Alexander (33) | Shai Gilgeous-Alexander (11) | Shai Gilgeous-Alexander (6)         | Paycom Center 18 203              | 30 - 5 |
| 36    | 8 janvier  | @ Cleveland    | D 122-129 | Shai Gilgeous-Alexander (31) | Isaiah Hartenstein (11)      | Jalen Williams (9)                  | Rocket Mortgage FieldHouse 19 432 | 30 - 6 |
| 37    | 10 janvier | @ New York     | V 126-101 | Shai Gilgeous-Alexander (39) | Jaylin Williams (10)         | Isaiah Hartenstein (6)              | Madison Square Garden 19 812      | 31 - 6 |
| 38    | 12 janvier | @ Washington   | V 136-95  | Shai Gilgeous-Alexander (27) | Isaiah Hartenstein (12)      | Cason Wallace (5)                   | Capital One Arena 15 711          | 32 - 6 |
| 39    | 14 janvier | @ Philadelphie | V 118-102 | Shai Gilgeous-Alexander (32) | Isaiah Hartenstein (16)      | Shai Gilgeous-Alexander (9)         | Wells Fargo Center 19 771         | 33 - 6 |
| 40    | 16 janvier | Cleveland      | V 134-114 | Shai Gilgeous-Alexander (40) | Wallace, Jal. Williams (6)   | Shai Gilgeous-Alexander (8)         | Paycom Center 18 203              | 34 - 6 |
| 41    | 17 janvier | @ Dallas       | D 98-106  | Jalen Williams (19)          | Jaylin Williams (10)         | Jalen Williams (6)                  | American Airlines Center 20 311   | 34 - 7 |
| 42    | 19 janvier | Brooklyn       | V 127-101 | Shai Gilgeous-Alexander (27) | Jaylin Williams (8)          | Shai Gilgeous-Alexander (10)        | Paycom Center 18 203              | 35 - 7 |
| 43    | 22 janvier | Utah           | V 123-114 | Shai Gilgeous-Alexander (54) | Shai Gilgeous-Alexander (8)  | Caruso, Gilgeous-Alexander (5)      | Paycom Center 17 509              | 36 - 7 |
| 44    | 23 janvier | Dallas         | D 115-121 | Jalen Williams (33)          | Cason Wallace (7)            | Jalen Williams (7)                  | Paycom Center 18 203              | 36 - 8 |
| 45    | 26 janvier | @ Portland     | V 118-108 | Shai Gilgeous-Alexander (35) | Isaiah Hartenstein (12)      | Jalen Williams (8)                  | Moda Center 17 619                | 37 - 8 |
| 46    | 29 janvier | @ Golden State | D 109-116 | Shai Gilgeous-Alexander (52) | Isaiah Hartenstein (18)      | Isaiah Hartenstein (6)              | Chase Center 18 064               | 37 - 9 |

| Match                  | Date match  | Équipe              | Score          | Meilleur marqueur            | Meilleur rebondeur           | Meilleur passeur            | Lieux Spectateurs       | Série   |
| ---------------------- | ----------- | ------------------- | -------------- | ---------------------------- | ---------------------------- | --------------------------- | ----------------------- | ------- |
| 47                     | 1er février | Sacramento          | V 144-110      | Aaron Wiggins (41)           | Isaiah Hartenstein (15)      | Shai Gilgeous-Alexander (9) | Paycom Center 18 203    | 38 - 9  |
| 48                     | 3 février   | Milwaukee           | V 125-96       | Shai Gilgeous-Alexander (34) | Isaiah Hartenstein (12)      | Shai Gilgeous-Alexander (6) | Paycom Center 17 677    | 39 - 9  |
| 49                     | 5 février   | Phoenix             | V 140-109      | Shai Gilgeous-Alexander (50) | Jaylin Williams (12)         | Shai Gilgeous-Alexander (5) | Paycom Center 17 451    | 40 - 9  |
| 50                     | 7 février   | Toronto             | V 121-109      | Jalen Williams (27)          | Trois joueurs (6)            | Shai Gilgeous-Alexander (6) | Paycom Center 18 203    | 41 - 9  |
| 51                     | 8 février   | @ Memphis           | V 125-112      | Shai Gilgeous-Alexander (32) | Isaiah Hartenstein (14)      | Shai Gilgeous-Alexander (8) | FedExForum 17 794       | 42 - 9  |
| 52                     | 10 février  | La Nouvelle-Orléans | V 137-101      | Shai Gilgeous-Alexander (31) | Isaiah Hartenstein (13)      | Trois joueurs (5)           | Paycom Center 17 340    | 43 - 9  |
| 53                     | 12 février  | Miami               | V 115-101      | Shai Gilgeous-Alexander (32) | Isaiah Hartenstein (8)       | Shai Gilgeous-Alexander (9) | Paycom Center 17 835    | 44 - 9  |
| 54                     | 13 février  | @ Minnesota         | D 101-116      | Shai Gilgeous-Alexander (24) | Hartenstein, Holmgren (12)   | Shai Gilgeous-Alexander (9) | Target Center 18 978    | 44 - 10 |
| NBA All-Star Game 2025 |             |                     |                |                              |                              |                             |                         |         |
| 55                     | 21 février  | @ Utah              | V 130-107      | Shai Gilgeous-Alexander (21) | Isaiah Hartenstein (13)      | Shai Gilgeous-Alexander (8) | Delta Center 18 175     | 45 - 10 |
| 56                     | 23 février  | @ Minnesota         | V 130-123      | Shai Gilgeous-Alexander (37) | Isaiah Hartenstein (9)       | Jalen Williams (9)          | Target Center 18 978    | 46 - 10 |
| 57                     | 24 février  | Minnesota           | D 128-131 (OT) | Shai Gilgeous-Alexander (39) | Shai Gilgeous-Alexander (10) | Shai Gilgeous-Alexander (8) | Paycom Center 18 203    | 46 - 11 |
| 58                     | 26 février  | @ Brooklyn          | V 129-121      | Shai Gilgeous-Alexander (27) | Chet Holmgren (17)           | Shai Gilgeous-Alexander (5) | Barclays Center 17 926  | 47 - 11 |
| 59                     | 28 février  | @ Atlanta           | V 135-119      | Shai Gilgeous-Alexander (31) | Isaiah Hartenstein (10)      | Jalen Williams (8)          | State Farm Arena 17 712 | 48 - 11 |

| Match | Date match | Équipe          | Score     | Meilleur marqueur            | Meilleur rebondeur         | Meilleur passeur             | Lieux Spectateurs           | Série   |
| ----- | ---------- | --------------- | --------- | ---------------------------- | -------------------------- | ---------------------------- | --------------------------- | ------- |
| 60    | 2 mars     | @ San Antonio   | V 146-132 | Jalen Williams (41)          | Isaiah Hartenstein (11)    | Shai Gilgeous-Alexander (8)  | Frost Bank Center 17 745    | 49 - 11 |
| 61    | 3 mars     | Houston         | V 137-128 | Shai Gilgeous-Alexander (51) | Chet Holmgren (11)         | Shai Gilgeous-Alexander (7)  | Paycom Center 17 714        | 50 - 11 |
| 62    | 5 mars     | @ Memphis       | V 120-103 | Shai Gilgeous-Alexander (41) | Isaiah Hartenstein (15)    | Jalen Williams (9)           | FedExForum 16 723           | 51 - 11 |
| 63    | 7 mars     | Portland        | V 107-89  | Shai Gilgeous-Alexander (30) | Jaylin Williams (11)       | Jaylin Williams (11)         | Paycom Center 17 911        | 52 - 11 |
| 64    | 9 mars     | Denver          | V 127-103 | Shai Gilgeous-Alexander (40) | Isaiah Hartenstein (11)    | Jalen Williams (8)           | Paycom Center 18 203        | 53 - 11 |
| 65    | 10 mars    | Denver          | D 127-140 | Luguentz Dort (26)           | Dort, Hartenstein (7)      | Cason Wallace (8)            | Paycom Center 18 203        | 53 - 12 |
| 66    | 12 mars    | @ Boston        | V 118-112 | Shai Gilgeous-Alexander (34) | Chet Holmgren (15)         | Shai Gilgeous-Alexander (7)  | TD Garden 19 156            | 54 - 12 |
| 67    | 15 mars    | @ Détroit       | V 113-107 | Shai Gilgeous-Alexander (48) | Isaiah Hartenstein (10)    | Shai Gilgeous-Alexander (6)  | Little Caesars Arena 20 062 | 55 - 12 |
| 68    | 16 mars    | @ Milwaukee     | V 121-105 | Shai Gilgeous-Alexander (31) | Isaiah Hartenstein (12)    | Shai Gilgeous-Alexander (8)  | Fiserv Forum 17 341         | 56 - 12 |
| 69    | 19 mars    | Philadelphie    | V 133-100 | Shai Gilgeous-Alexander (26) | Jaylin Williams (17)       | Jaylin Williams (11)         | Paycom Center 18 203        | 57 - 12 |
| 70    | 21 mars    | Charlotte       | V 141-106 | Shai Gilgeous-Alexander (30) | Isaiah Hartenstein (10)    | Shai Gilgeous-Alexander (9)  | Paycom Center 18 203        | 58 - 12 |
| 71    | 23 mars    | @ L.A. Clippers | V 103-101 | Shai Gilgeous-Alexander (26) | Isaiah Hartenstein (10)    | Shai Gilgeous-Alexander (8)  | Intuit Dome 17 927          | 59 - 12 |
| 72    | 25 mars    | @ Sacramento    | V 121-105 | Shai Gilgeous-Alexander (32) | Hartenstein, Holmgren (10) | Caruso, K. Williams (6)      | Golden 1 Center 16 060      | 60 - 12 |
| 73    | 27 mars    | Memphis         | V 125-104 | Shai Gilgeous-Alexander (37) | Isaiah Hartenstein (11)    | Shai Gilgeous-Alexander (6)  | Paycom Center 18 203        | 61 - 12 |
| 74    | 29 mars    | Indiana         | V 132-111 | Shai Gilgeous-Alexander (33) | Kenrich Williams (8)       | Shai Gilgeous-Alexander (8)  | Paycom Center 18 203        | 62 - 12 |
| 75    | 31 mars    | Chicago         | V 145-117 | Isaiah Joe (31)              | Isaiah Hartenstein (7)     | Shai Gilgeous-Alexander (12) | Paycom Center 18 203        | 63 - 12 |

| Match | Date match | Équipe                | Score     | Meilleur marqueur            | Meilleur rebondeur             | Meilleur passeur            | Lieux Spectateurs           | Série   |
| ----- | ---------- | --------------------- | --------- | ---------------------------- | ------------------------------ | --------------------------- | --------------------------- | ------- |
| 76    | 2 avril    | Détroit               | V 119-103 | Shai Gilgeous-Alexander (33) | Chet Holmgren (11)             | Isaiah Hartenstein (6)      | Paycom Center 18 203        | 64 - 12 |
| 77    | 4 avril    | @ Houston             | D 111-125 | Jalen Williams (33)          | Isaiah Hartenstein (7)         | Shai Gilgeous-Alexander (8) | Toyota Center 18 055        | 64 - 13 |
| 78    | 6 avril    | L.A. Lakers           | D 99-126  | Shai Gilgeous-Alexander (26) | Hartenstein, Jal. Williams (6) | Shai Gilgeous-Alexander (9) | Paycom Center 18 203        | 64 - 14 |
| 79    | 8 avril    | L.A. Lakers           | V 136-120 | Shai Gilgeous-Alexander (42) | Isaiah Hartenstein (15)        | Shai Gilgeous-Alexander (6) | Paycom Center 18 203        | 65 - 14 |
| 80    | 9 avril    | @ Phoenix             | V 125-112 | Jalen Williams (33)          | Chet Holmgren (10)             | Jalen Williams (5)          | Footprint Center 17 071     | 66 - 14 |
| 81    | 11 avril   | @ Utah                | V 145-111 | Aaron Wiggins (35)           | Jaylin Williams (11)           | Jaylin Williams (10)        | Delta Center 18 175         | 67 - 14 |
| 82    | 13 avril   | @ La Nouvelle-Orléans | V 115-100 | Aaron Wiggins (28)           | Kenrich Williams (12)          | Aaron Wiggins (7)           | Smoothie King Center 17 761 | 68 - 14 |

### Playoffs
| Playoffs Total: 16-7 (Domicile : 11-2; Extérieur : 5-5) |

| Match | Date match | Équipe    | Score     | Meilleur marqueur            | Meilleur rebondeur      | Meilleur passeur                       | Lieux Spectateurs    | Série |
| ----- | ---------- | --------- | --------- | ---------------------------- | ----------------------- | -------------------------------------- | -------------------- | ----- |
| 1     | 20 avril   | Memphis   | V 131-80  | Aaron Wiggins (21)           | Chet Holmgren (10)      | Jalen Williams (6)                     | Paycom Center 18 203 | 1 - 0 |
| 2     | 22 avril   | Memphis   | V 118-99  | Shai Gilgeous-Alexander (27) | Chet Holmgren (11)      | Gilgeous-Alexander, Jal. Williams (21) | Paycom Center 18 203 | 2 - 0 |
| 3     | 24 avril   | @ Memphis | V 114-108 | Shai Gilgeous-Alexander (31) | Chet Holmgren (8)       | Shai Gilgeous-Alexander (8)            | FedExForum 16 849    | 3 - 0 |
| 4     | 26 avril   | @ Memphis | V 117-115 | Shai Gilgeous-Alexander (38) | Isaiah Hartenstein (12) | Shai Gilgeous-Alexander (6)            | FedExForum 16 667    | 4 - 0 |

| Match | Date match | Équipe   | Score          | Meilleur marqueur            | Meilleur rebondeur           | Meilleur passeur            | Lieux Spectateurs    | Série |
| ----- | ---------- | -------- | -------------- | ---------------------------- | ---------------------------- | --------------------------- | -------------------- | ----- |
| 1     | 5 mai      | Denver   | D 119-121      | Shai Gilgeous-Alexander (33) | Shai Gilgeous-Alexander (10) | Shai Gilgeous-Alexander (8) | Paycom Center 18 203 | 0 - 1 |
| 2     | 7 mai      | Denver   | V 149-106      | Shai Gilgeous-Alexander (34) | Chet Holmgren (11)           | Shai Gilgeous-Alexander (8) | Paycom Center 18 203 | 1 - 1 |
| 3     | 9 mai      | @ Denver | D 104-113 (OT) | Jalen Williams (32)          | Chet Holmgren (16)           | Shai Gilgeous-Alexander (7) | Ball Arena 19 993    | 1 - 2 |
| 4     | 11 mai     | @ Denver | V 92-87        | Shai Gilgeous-Alexander (25) | Isaiah Hartenstein (14)      | Shai Gilgeous-Alexander (6) | Ball Arena 19 995    | 2 - 2 |
| 5     | 13 mai     | Denver   | V 112-105      | Shai Gilgeous-Alexander (31) | Jalen Williams (9)           | Shai Gilgeous-Alexander (7) | Paycom Center 18 203 | 3 - 2 |
| 6     | 15 mai     | @ Denver | D 107-119      | Shai Gilgeous-Alexander (32) | Chet Holmgren (11)           | Jalen Williams (10)         | Ball Arena 19 998    | 3 - 3 |
| 7     | 18 mai     | Denver   | V 125-93       | Shai Gilgeous-Alexander (35) | Chet Holmgren (11)           | Jalen Williams (7)          | Paycom Center 18 203 | 4 - 3 |

| Match | Date match | Équipe      | Score     | Meilleur marqueur                 | Meilleur rebondeur          | Meilleur passeur             | Lieux Spectateurs    | Série |
| ----- | ---------- | ----------- | --------- | --------------------------------- | --------------------------- | ---------------------------- | -------------------- | ----- |
| 1     | 20 mai     | Minnesota   | V 114-88  | Shai Gilgeous-Alexander (31)      | Joe, Jal. Williams (8)      | Shai Gilgeous-Alexander (9)  | Paycom Center 18 203 | 1 - 0 |
| 2     | 22 mai     | Minnesota   | V 118-103 | Shai Gilgeous-Alexander (38)      | Jalen Williams (10)         | Shai Gilgeous-Alexander (8)  | Paycom Center 18 203 | 2 - 0 |
| 3     | 24 mai     | @ Minnesota | D 101-143 | Gilgeous-Alexander, Mitchell (14) | Isaiah Hartenstein (6)      | Shai Gilgeous-Alexander (6)  | Target Center 19 112 | 2 - 1 |
| 4     | 26 mai     | @ Minnesota | V 128-126 | Shai Gilgeous-Alexander (40)      | Shai Gilgeous-Alexander (9) | Shai Gilgeous-Alexander (10) | Target Center 19 250 | 3 - 1 |
| 5     | 28 mai     | Minnesota   | V 124-94  | Shai Gilgeous-Alexander (34)      | Jalen Williams (8)          | Shai Gilgeous-Alexander (8)  | Paycom Center 18 203 | 4 - 1 |

| Match | Date match | Équipe    | Score     | Meilleur marqueur            | Meilleur rebondeur     | Meilleur passeur               | Lieux Spectateurs            | Série |
| ----- | ---------- | --------- | --------- | ---------------------------- | ---------------------- | ------------------------------ | ---------------------------- | ----- |
| 1     | 5 juin     | Indiana   | D 110-111 | Shai Gilgeous-Alexander (34) | Isaiah Hartenstein (9) | Jalen Williams (6)             | Paycom Center 18 203         | 0 - 1 |
| 2     | 8 juin     | Indiana   | V 123-107 | Shai Gilgeous-Alexander (34) | Isaiah Hartenstein (8) | Shai Gilgeous-Alexander (8)    | Paycom Center 18 203         | 1 - 1 |
| 3     | 11 juin    | @ Indiana | D 107-116 | Jalen Williams (26)          | Chet Holmgren (10)     | Caruso, Gilgeous-Alexander (4) | Gainbridge Fieldhouse 17 274 | 1 - 2 |
| 4     | 13 juin    | @ Indiana | V 111-104 | Shai Gilgeous-Alexander (35) | Chet Holmgren (15)     | Hartenstein, Jal. Williams (3) | Gainbridge Fieldhouse 17 274 | 2 - 2 |
| 5     | 16 juin    | Indiana   | V 120-109 | Jalen Williams (40)          | Chet Holmgren (11)     | Shai Gilgeous-Alexander (10)   | Paycom Center 18 203         | 3 - 2 |
| 6     | 19 juin    | @ Indiana | D 91-108  | Shai Gilgeous-Alexander (21) | Chet Holmgren (6)      | Ajay Mitchell (4)              | Gainbridge Fieldhouse 17 274 | 3 - 3 |
| 7     | 22 juin    | Indiana   | V 103-91  | Shai Gilgeous-Alexander (29) | Isaiah Hartenstein (9) | Shai Gilgeous-Alexander (12)   | Paycom Center 18 203         | 4 - 3 |

### Confrontations en saison régulière
| Conférence Est      | Conférence Est                            | Conférence Est                            | Conférence Ouest                          | Conférence Ouest                          | Conférence Ouest                          | Conférence Ouest                          | Conférence Ouest                          | Conférence Ouest                          |
| Division Atlantique | Division Atlantique                       | Division Atlantique                       | Division Nord-Ouest                       | Division Nord-Ouest                       | Division Nord-Ouest                       | Division Nord-Ouest                       | Division Nord-Ouest                       | Division Nord-Ouest                       |
| Équipe              | Domicile                                  | Extérieur                                 | Équipe                                    | Domicile                                  | Domicile                                  | Domicile                                  | Extérieur                                 | Extérieur                                 |
| ------------------- | ----------------------------------------- | ----------------------------------------- | ----------------------------------------- | ----------------------------------------- | ----------------------------------------- | ----------------------------------------- | ----------------------------------------- | ----------------------------------------- |
| Boston              | 105-92                                    | 118-112                                   | Denver                                    | 127-103                                   | 127-140                                   |                                           | 102-87                                    | 122-124                                   |
| Brooklyn            | 127-101                                   | 129-121                                   | Minnesota                                 | 113-105                                   | 128-131 (OT)                              |                                           | 101-116                                   | 130-123                                   |
| New York            | 117-107                                   | 126-101                                   |                                           |                                           |                                           |                                           |                                           |                                           |
| Philadelphie        | 133-100                                   | 118-102                                   | Portland                                  | 109-99                                    | 107-89                                    |                                           | 137-114                                   | 118-108                                   |
| Toronto             | 121-109                                   | 129-92                                    | Utah                                      | 133-106                                   | 123-114                                   |                                           | 130-107                                   | 145-111                                   |
| Division            | 10-0 (Domicile : 5-0; Extérieur : 5-0)    | 10-0 (Domicile : 5-0; Extérieur : 5-0)    | Division                                  | 12-4 (Domicile : 6-2; Extérieur : 6-2)    | 12-4 (Domicile : 6-2; Extérieur : 6-2)    | 12-4 (Domicile : 6-2; Extérieur : 6-2)    | 12-4 (Domicile : 6-2; Extérieur : 6-2)    | 12-4 (Domicile : 6-2; Extérieur : 6-2)    |
| Division Centrale   | Division Centrale                         | Division Centrale                         | Division Pacifique                        | Division Pacifique                        | Division Pacifique                        | Division Pacifique                        | Division Pacifique                        | Division Pacifique                        |
| Équipe              | Domicile                                  | Extérieur                                 | Équipe                                    | Domicile                                  | Domicile                                  | Domicile                                  | Extérieur                                 | Extérieur                                 |
| Chicago             | 145-117                                   | 114-95                                    | Golden State                              | 116-127                                   |                                           |                                           | 105-101                                   | 109-116                                   |
| Cleveland           | 134-114                                   | 122-129                                   | L.A. Clippers                             | 134-128                                   | 116-98                                    |                                           | 105-92                                    | 103-101                                   |
| Detroit             | 119-103                                   | 113-107                                   | L.A. Lakers                               | 99-126                                    | 136-120                                   |                                           | 101-93                                    |                                           |
| Indiana             | 132-111                                   | 120-114                                   | Phoenix                                   | 99-83                                     | 140-109                                   |                                           | 125-112                                   |                                           |
| Milwaukee           | 125-96                                    | 121-105                                   | Sacramento                                | 144-110                                   |                                           |                                           | 130-109                                   | 121-105                                   |
| Division            | 9-1 (Domicile : 5-0; Extérieur : 4-1)     | 9-1 (Domicile : 5-0; Extérieur : 4-1)     | Division                                  | 12-3 (Domicile : 6-2; Extérieur : 7-1)    | 12-3 (Domicile : 6-2; Extérieur : 7-1)    | 12-3 (Domicile : 6-2; Extérieur : 7-1)    | 12-3 (Domicile : 6-2; Extérieur : 7-1)    | 12-3 (Domicile : 6-2; Extérieur : 7-1)    |
| Division Sud-Est    | Division Sud-Est                          | Division Sud-Est                          | Division Sud-Ouest                        | Division Sud-Ouest                        | Division Sud-Ouest                        | Division Sud-Ouest                        | Division Sud-Ouest                        | Division Sud-Ouest                        |
| Équipe              | Domicile                                  | Extérieur                                 | Équipe                                    | Domicile                                  | Domicile                                  | Domicile                                  | Extérieur                                 | Extérieur                                 |
| Atlanta             | 128-104                                   | 135-119                                   | Dallas                                    | 119-121                                   | 118-104                                   | 115-121                                   | 98-106                                    |                                           |
| Charlotte           | 141-106                                   | 106-94                                    | Houston                                   | 126-107                                   | 111-96                                    | 137-128                                   | 116-119                                   | 111-125                                   |
| Miami               | 115-101                                   | 104-97                                    | Memphis                                   | 130-106                                   | 125-104                                   |                                           | 125-112                                   | 120-103                                   |
| Orlando             | 102-86                                    | 105-99                                    | New Orleans                               | 106-88                                    | 137-101                                   |                                           | 119-109                                   | 115-100                                   |
| Washington          | 123-105                                   | 136-95                                    | San Antonio                               | 105-93                                    |                                           |                                           | 104-110                                   | 146-132                                   |
| Division            | 10-0 (Domicile : 5-0; Extérieur : 5-0)    | 10-0 (Domicile : 5-0; Extérieur : 5-0)    | Division                                  | 14-6 (Domicile : 9-2; Extérieur : 5-4)    | 14-6 (Domicile : 9-2; Extérieur : 5-4)    | 14-6 (Domicile : 9-2; Extérieur : 5-4)    | 14-6 (Domicile : 9-2; Extérieur : 5-4)    | 14-6 (Domicile : 9-2; Extérieur : 5-4)    |
| Conférence          | 29-1 (Domicile : 15-0; Extérieur : 14-1)  | 29-1 (Domicile : 15-0; Extérieur : 14-1)  | Conférence                                | 39-13 (Domicile : 21-6; Extérieur : 18-7) | 39-13 (Domicile : 21-6; Extérieur : 18-7) | 39-13 (Domicile : 21-6; Extérieur : 18-7) | 39-13 (Domicile : 21-6; Extérieur : 18-7) | 39-13 (Domicile : 21-6; Extérieur : 18-7) |
| Total               | 68-14 (Domicile : 36-6; Extérieur : 32-8) | 68-14 (Domicile : 36-6; Extérieur : 32-8) | 68-14 (Domicile : 36-6; Extérieur : 32-8) | 68-14 (Domicile : 36-6; Extérieur : 32-8) | 68-14 (Domicile : 36-6; Extérieur : 32-8) | 68-14 (Domicile : 36-6; Extérieur : 32-8) | 68-14 (Domicile : 36-6; Extérieur : 32-8) | 68-14 (Domicile : 36-6; Extérieur : 32-8) |

## Classements

### Saison régulière
| Conférence Ouest | Conférence Ouest                    | Conférence Ouest | Conférence Ouest | Conférence Ouest | Conférence Ouest | Conférence Ouest | Conférence Ouest |
| No               | Franchise                           | Vic.             | Def.             | MJ               | V/D              | GB               |                  |
| ---------------- | ----------------------------------- | ---------------- | ---------------- | ---------------- | ---------------- | ---------------- | ---------------- |
| 1                | Thunder d'Oklahoma City - c         | 68               | 14               | 82               | .829             | –                |                  |
| 2                | Rockets de Houston - y              | 52               | 30               | 82               | .634             | 16               |                  |
| 3                | Lakers de Los Angeles - y           | 50               | 32               | 82               | .610             | 18               |                  |
| 4                | Nuggets de Denver - x               | 50               | 32               | 82               | .610             | 18               |                  |
| 5                | Clippers de Los Angeles - x         | 50               | 32               | 82               | .610             | 18               |                  |
| 6                | Timberwolves du Minnesota - x       | 49               | 33               | 82               | .598             | 19               |                  |
|                  |                                     |                  |                  |                  |                  |                  |                  |
| 7                | Warriors de Golden State - x        | 48               | 34               | 82               | .585             | 20               |                  |
| 8                | Grizzlies de Memphis - x            | 48               | 34               | 82               | .585             | 20               |                  |
| 9                | Kings de Sacramento - pi            | 40               | 42               | 82               | .488             | 28               |                  |
| 10               | Mavericks de Dallas - pi            | 39               | 43               | 82               | .476             | 29               |                  |
|                  |                                     |                  |                  |                  |                  |                  |                  |
| 11               | Suns de Phoenix - o                 | 36               | 46               | 82               | .439             | 32               |                  |
| 12               | Trail Blazers de Portland - o       | 36               | 46               | 82               | .439             | 32               |                  |
| 13               | Spurs de San Antonio - o            | 34               | 48               | 82               | .415             | 34               |                  |
| 14               | Pelicans de La Nouvelle-Orléans - o | 21               | 61               | 82               | .256             | 47               |                  |
| 15               | Jazz de l'Utah - o                  | 17               | 65               | 82               | .207             | 51               |                  |

| Division Nord-Ouest           | V  | D  | MJ | V/D  | GB | Dom   | Ext   | Neu | Div  |
| ----------------------------- | -- | -- | -- | ---- | -- | ----- | ----- | --- | ---- |
| Thunder d'Oklahoma City - c   | 68 | 14 | 82 | .829 | –  | 35-6  | 32-8  | 1-0 | 12-4 |
| Nuggets de Denver - x         | 50 | 32 | 82 | .610 | 18 | 26-15 | 24-17 | 0-0 | 8-8  |
| Timberwolves du Minnesota - x | 49 | 33 | 82 | .598 | 19 | 25-16 | 24-17 | 0-0 | 11-5 |
| Trail Blazers de Portland - o | 36 | 46 | 82 | .439 | 32 | 22-19 | 14-27 | 0-0 | 6-10 |
| Jazz de l'Utah - o            | 17 | 65 | 82 | .207 | 51 | 10-31 | 7-34  | 0-0 | 3-13 |

### NBA In-Season Tournament
| Rang | Équipe                  | %    | J | G | P | Pp  | Pc  | Diff |
| ---- | ----------------------- | ---- | - | - | - | --- | --- | ---- |
| 1    | Thunder d'Oklahoma City | .750 | 4 | 3 | 1 | 437 | 392 | 45   |
| 2    | Suns de Phoenix         | .750 | 4 | 3 | 1 | 434 | 404 | 30   |
| 3    | Lakers de Los Angeles   | .500 | 4 | 2 | 2 | 437 | 461 | -24  |
| 4    | Spurs de San Antonio    | .500 | 4 | 2 | 2 | 446 | 443 | 3    |
| 5    | Jazz de l'Utah          | .000 | 4 | 0 | 4 | 451 | 505 | -54  |

|  | Quarts de finale                     | Quarts de finale                 | Quarts de finale                 | Quarts de finale                 |                         |                         | Demi-finales                     | Demi-finales                     | Demi-finales                     | Demi-finales                     |  |  | Finale                           | Finale                           | Finale                           | Finale                           |
|  |                                      |                                  |                                  |                                  |                         |                         |                                  |                                  |                                  |                                  |  |  |                                  |                                  |                                  |                                  |
|  | 10 décembre 2024 – Milwaukee, WI     | 10 décembre 2024 – Milwaukee, WI | 10 décembre 2024 – Milwaukee, WI | 10 décembre 2024 – Milwaukee, WI |                         |                         | 14 décembre 2024 – Las Vegas, NV | 14 décembre 2024 – Las Vegas, NV | 14 décembre 2024 – Las Vegas, NV | 14 décembre 2024 – Las Vegas, NV |  |  | 17 décembre 2024 – Las Vegas, NV | 17 décembre 2024 – Las Vegas, NV | 17 décembre 2024 – Las Vegas, NV | 17 décembre 2024 – Las Vegas, NV |
|  | 10 décembre 2024 – Milwaukee, WI     | 10 décembre 2024 – Milwaukee, WI | 10 décembre 2024 – Milwaukee, WI | 10 décembre 2024 – Milwaukee, WI |                         |                         | 14 décembre 2024 – Las Vegas, NV | 14 décembre 2024 – Las Vegas, NV | 14 décembre 2024 – Las Vegas, NV | 14 décembre 2024 – Las Vegas, NV |  |  | 17 décembre 2024 – Las Vegas, NV | 17 décembre 2024 – Las Vegas, NV | 17 décembre 2024 – Las Vegas, NV | 17 décembre 2024 – Las Vegas, NV |
|  | Bucks de Milwaukee                   | Bucks de Milwaukee               | 114                              | 114                              |                         |                         | 14 décembre 2024 – Las Vegas, NV | 14 décembre 2024 – Las Vegas, NV | 14 décembre 2024 – Las Vegas, NV | 14 décembre 2024 – Las Vegas, NV |  |  | 17 décembre 2024 – Las Vegas, NV | 17 décembre 2024 – Las Vegas, NV | 17 décembre 2024 – Las Vegas, NV | 17 décembre 2024 – Las Vegas, NV |
|  | Bucks de Milwaukee                   | Bucks de Milwaukee               | 114                              | 114                              |                         |                         | 14 décembre 2024 – Las Vegas, NV | 14 décembre 2024 – Las Vegas, NV | 14 décembre 2024 – Las Vegas, NV | 14 décembre 2024 – Las Vegas, NV |  |  | 17 décembre 2024 – Las Vegas, NV | 17 décembre 2024 – Las Vegas, NV | 17 décembre 2024 – Las Vegas, NV | 17 décembre 2024 – Las Vegas, NV |
|  | Magic d'Orlando                      | Magic d'Orlando                  | 109                              | 109                              |                         |                         | 14 décembre 2024 – Las Vegas, NV | 14 décembre 2024 – Las Vegas, NV | 14 décembre 2024 – Las Vegas, NV | 14 décembre 2024 – Las Vegas, NV |  |  | 17 décembre 2024 – Las Vegas, NV | 17 décembre 2024 – Las Vegas, NV | 17 décembre 2024 – Las Vegas, NV | 17 décembre 2024 – Las Vegas, NV |
|  | Magic d'Orlando                      | Magic d'Orlando                  | 109                              | 109                              | Bucks de Milwaukee      | Bucks de Milwaukee      | 110                              | 110                              |                                  |                                  |  |  | 17 décembre 2024 – Las Vegas, NV | 17 décembre 2024 – Las Vegas, NV | 17 décembre 2024 – Las Vegas, NV | 17 décembre 2024 – Las Vegas, NV |
|  | 11 décembre 2024 – New York, NY      |                                  |                                  |                                  | Bucks de Milwaukee      | Bucks de Milwaukee      | 110                              | 110                              |                                  |                                  |  |  | 17 décembre 2024 – Las Vegas, NV | 17 décembre 2024 – Las Vegas, NV | 17 décembre 2024 – Las Vegas, NV | 17 décembre 2024 – Las Vegas, NV |
|  |                                      |                                  | Hawks d'Atlanta                  | Hawks d'Atlanta                  | 102                     | 102                     |                                  |                                  |                                  |                                  |  |  | 17 décembre 2024 – Las Vegas, NV | 17 décembre 2024 – Las Vegas, NV | 17 décembre 2024 – Las Vegas, NV | 17 décembre 2024 – Las Vegas, NV |
|  | Knicks de New York                   | Knicks de New York               | Hawks d'Atlanta                  | Hawks d'Atlanta                  | 102                     | 102                     | 100                              | 100                              |                                  |                                  |  |  | 17 décembre 2024 – Las Vegas, NV | 17 décembre 2024 – Las Vegas, NV | 17 décembre 2024 – Las Vegas, NV | 17 décembre 2024 – Las Vegas, NV |
|  | Knicks de New York                   | Knicks de New York               | 14 décembre 2024 – Las Vegas, NV |                                  |                         |                         | 100                              | 100                              |                                  |                                  |  |  | 17 décembre 2024 – Las Vegas, NV | 17 décembre 2024 – Las Vegas, NV | 17 décembre 2024 – Las Vegas, NV | 17 décembre 2024 – Las Vegas, NV |
|  | Hawks d'Atlanta                      | Hawks d'Atlanta                  | 108                              | 108                              |                         |                         |                                  |                                  |                                  |                                  |  |  | 17 décembre 2024 – Las Vegas, NV | 17 décembre 2024 – Las Vegas, NV | 17 décembre 2024 – Las Vegas, NV | 17 décembre 2024 – Las Vegas, NV |
|  | Hawks d'Atlanta                      | Hawks d'Atlanta                  | 108                              | 108                              | Bucks de Milwaukee      | Bucks de Milwaukee      | 97                               | 97                               |                                  |                                  |  |  |                                  |                                  |                                  |                                  |
|  | 10 décembre 2024 – Oklahoma City, OK |                                  |                                  |                                  | Bucks de Milwaukee      | Bucks de Milwaukee      | 97                               | 97                               |                                  |                                  |  |  |                                  |                                  |                                  |                                  |
|  |                                      |                                  | Thunder d'Oklahoma City          | Thunder d'Oklahoma City          | 81                      | 81                      |                                  |                                  |                                  |                                  |  |  |                                  |                                  |                                  |                                  |
|  | Thunder d'Oklahoma City              | Thunder d'Oklahoma City          | Thunder d'Oklahoma City          | Thunder d'Oklahoma City          | 81                      | 81                      | 118                              | 118                              |                                  |                                  |  |  |                                  |                                  |                                  |                                  |
|  | Thunder d'Oklahoma City              | Thunder d'Oklahoma City          |                                  |                                  |                         |                         |                                  |                                  |                                  |                                  |  |  |                                  |                                  |                                  |                                  |
|  | Mavericks de Dallas                  | Mavericks de Dallas              | 104                              | 104                              |                         |                         |                                  |                                  |                                  |                                  |  |  |                                  |                                  |                                  |                                  |
|  | Mavericks de Dallas                  | Mavericks de Dallas              | 104                              | 104                              | Thunder d'Oklahoma City | Thunder d'Oklahoma City | 111                              | 111                              |                                  |                                  |  |  |                                  |                                  |                                  |                                  |
|  | 11 décembre 2024 – Houston, TX       |                                  |                                  |                                  | Thunder d'Oklahoma City | Thunder d'Oklahoma City | 111                              | 111                              |                                  |                                  |  |  |                                  |                                  |                                  |                                  |
|  |                                      |                                  | Rockets de Houston               | Rockets de Houston               | 96                      | 96                      |                                  |                                  |                                  |                                  |  |  |                                  |                                  |                                  |                                  |
|  | Rockets de Houston                   | Rockets de Houston               | Rockets de Houston               | Rockets de Houston               | 96                      | 96                      | 91                               | 91                               |                                  |                                  |  |  |                                  |                                  |                                  |                                  |
|  | Rockets de Houston                   | Rockets de Houston               |                                  |                                  |                         |                         |                                  | 91                               |                                  |                                  |  |  |                                  |                                  |                                  |                                  |
|  | Warriors de Golden State             | Warriors de Golden State         | 90                               | 90                               |                         |                         |                                  |                                  |                                  |                                  |  |  |                                  |                                  |                                  |                                  |
|  | Warriors de Golden State             | Warriors de Golden State         | 90                               | 90                               |                         |                         |                                  |                                  |                                  |                                  |  |  |                                  |                                  |                                  |                                  |
|  |                                      |                                  |                                  |                                  |                         |                         |                                  |                                  |                                  |                                  |  |  |                                  |                                  |                                  |                                  |